# Корейська академія наук
Корейська Академія наук — академія наук КНДР, заснована в 1952 в Пхеньяні.

## Історія
Спочатку мала 3 відділення — суспільних наук з 4 інститутами, технічних наук із 2-ма інститутами, сільськогосподарських і медичних наук з 2 інститутами.

## Сучасний стан
Після створення Академії сільсько-господарських наук (1963), Академії медичних наук (1963) і Академії суспільних наук (1964) АН КНДР об'єднує дослідницькі інститути з природничих і технічних наук, у тому числі фізико-математичний, геолого-географічний, технічний, чорних металів, кольорових металів, пального і палива, силікатів, машинобудування, автоматизації, промислової мікробіології, експериментальної біології, зоології, ботаніки, хімічного волокна та хіміко-технічний. Філія АН знаходиться в Хамхині та має в своєму складі дослідні інститути неорганічної, органічної, високомолекулярної та аналітичної хімії. При філії є обсерваторія і науково-експериментальний завод. В АН КНДР входить Державний комітет з науки і техніки.

## Основні завдання
АН КНДР координує діяльність академій медичних і сільсько-господарських наук.

## Керівництво
Президент АН КНДР — Кім Ин Сам.